# 佩哥拉剧院

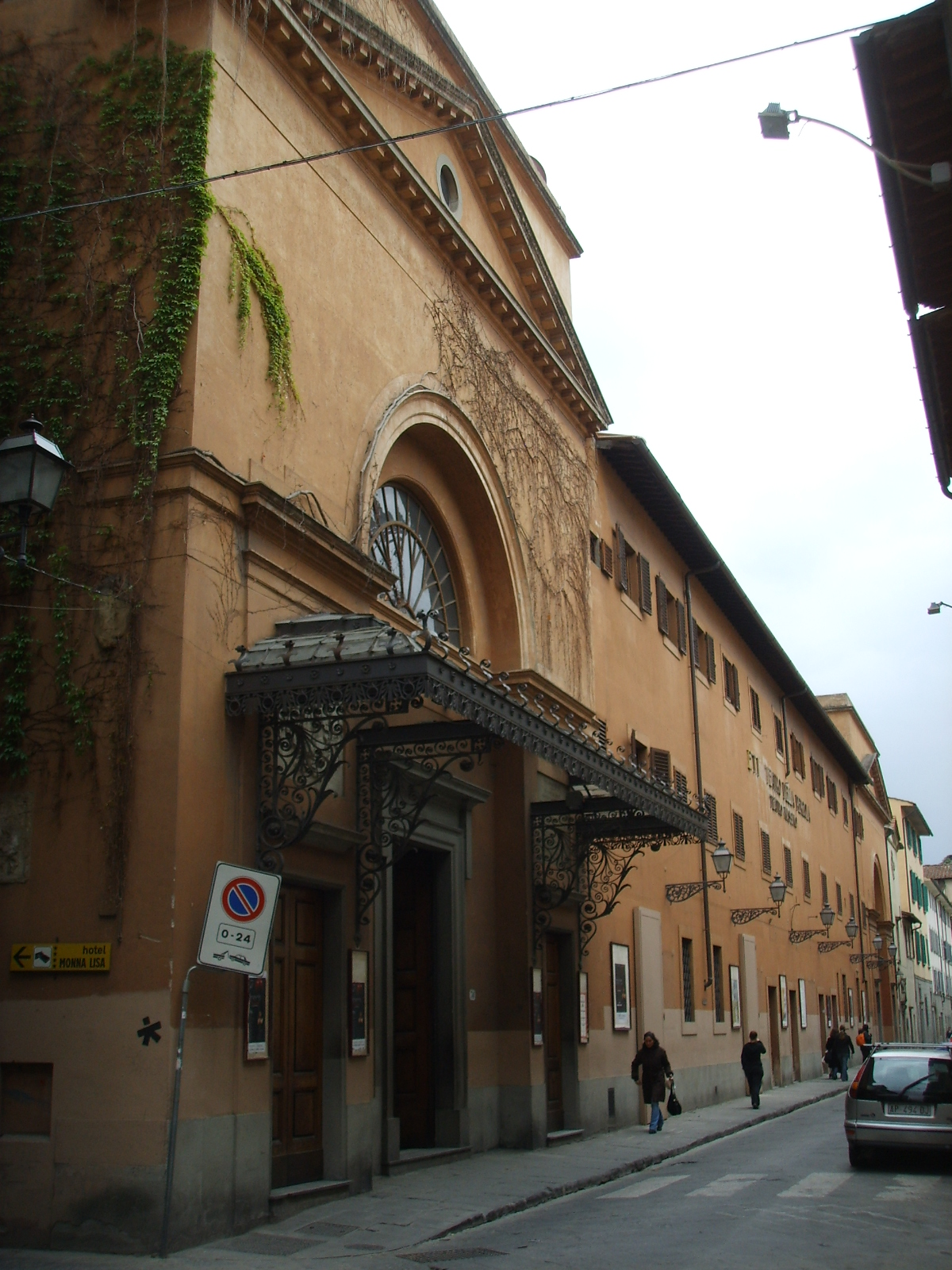

佩哥拉剧院 （Teatro della Pergola）是意大利佛罗伦萨一个历史悠久的歌剧院。它坐落在市中心的佩哥拉街（Via della Pergola）。它建于1656年，得到了枢机主教吉安卡罗德·美第奇的支持，由费迪南多 Tacca设计, 雕塑家的儿子彼得罗Tacca; 其首演剧目是雅格布·梅拉尼的喜歌剧《Il potestà di Colognole》 。

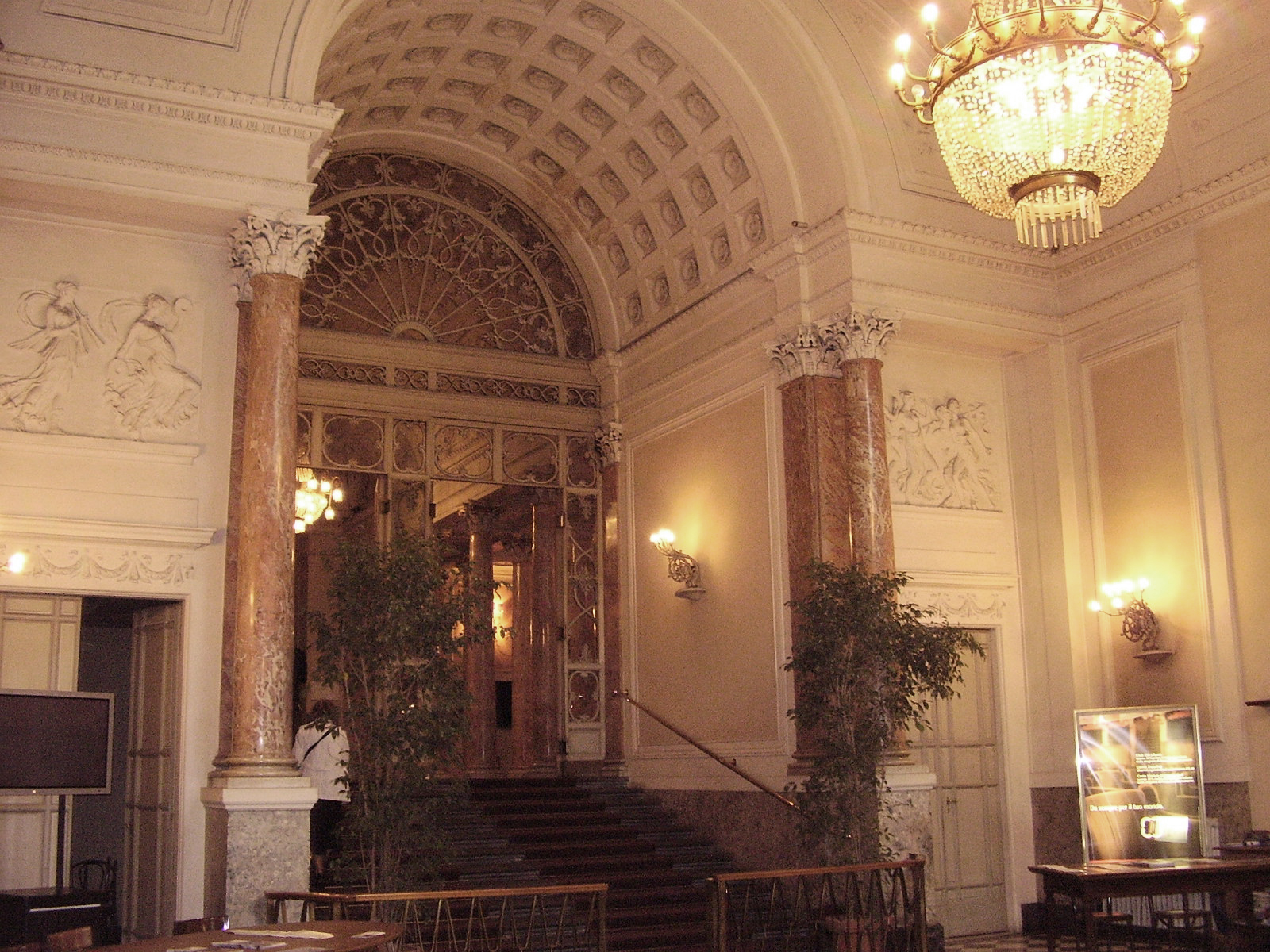

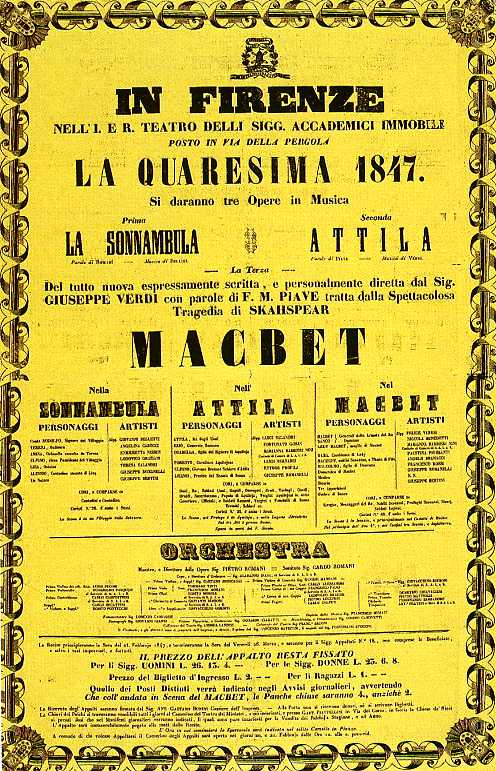

内部完成于1661年，未来的大公科西莫三世的婚礼庆典之际。它最初主要是由托斯卡纳大公使用的宫廷剧院，直到1718年以后才向公众开放.在这个剧院，莫扎特的伟大歌剧首次在意大利上演，多尼采蒂的《巴黎茜娜》（Parisina）和《Rosmonda d'Inghilterra》、朱塞佩·威尔第的《麦克白》（1847年）和马斯卡尼的《I Rantzau》均在此首演。
到了十九世纪，佩哥拉剧院最著名的作曲家温琴佐·贝利尼、葛塔诺·多尼采蒂和朱塞佩·威尔第的作品都在此上演。威尔第的《麦克白》于1847年在此首演。
佩哥拉剧院目前的外观是1855-57年改建的结果，可容纳1000人。1925年被宣布为国家历史文物。
今天剧院每年上演约250部戏剧作品，从莫里哀至尼尔·西蒙。歌剧只在一年一度的佛罗伦萨五月音乐节期间上演。